# AKSM-802
AKSM-802（ベラルーシ語: АКСМ-802）は、ベラルーシの輸送用機器メーカーであるベルコムンマッシュが展開する路面電車車両。車内の一部が低床構造となっている超低床電車（部分超低床電車）である。

## 概要・運行
ベルコムンマッシュは2008年以降、車内の80 %が低床構造となっている3車体連接車のAKSM-843を展開している。だが都心部の大量輸送を前提とした設計であるため、顧客によっては定員数の多さや生産コストの高さが課題となっていた。そこで、AKSM-843を基に、安価な車両が求められる中小都市向けの車両として設計されたのがAKSM-802である。
1両（単行）による運転を前提としたボギー車で、ループ線が存在する路線に合わせて運転台は片側のみに設置され、乗降扉（両開き式プラグドア）も右側面に3箇所存在する。ベルコムンマッシュが展開していた従来型のボギー車の運用実績を基に構体や台車の剛性や強度が見直され、故障頻度の大幅な減少が図られている他、重量も抑えられている。また、複合材料によって構成された外板は、事故や火災によって損傷した際には容易に交換可能な構造となっている。
車内は中央部分が床上高さ360 mmの低床構造になっており、この部分には車椅子利用客向けのフリースペースが存在している。動力台車が存在する両端は2段のステップを介する高床構造となっているが、従来の車両（920 mm）から720 mmに床上高さが抑えられている。全体の低床率は37 %である。
動力台車には出力50 kWの誘導電動機が2基ずつ設置され、IGBT素子を用いたVVVFインバータ制御方式の制御装置によって速度の制御が行われる。これらを含めた電気機器は双方向ネットワークシステム「CAN」による自動診断が実施される。また、顧客からの要望に基づいて監視カメラや空調装置、GPSなどの機器も搭載可能である。
2014年に最初の車両が完成し、試験を経て2023年現在以下の都市に導入が行われている。
| 形式      | 国           | 都市                                                                     | 導入車両数 | 備考・参考                             |
| --------- | ------------ | ------------------------------------------------------------------------ | ---------- | -------------------------------------- |
| AKSM-802  | ベラルーシ   | ナヴァポラツク (ナヴァポラツク市電)                                      | 1両        | [ 3 ]                                  |
| AKSM-802  | ロシア連邦   | ヴォルゴグラード (ヴォルゴグラード市電) (ヴォルゴグラード・メトロトラム) | 10両(予定) | [ 7 ]                                  |
| AKSM-802E | ロシア連邦   | バルナウル (バルナウル市電)                                              | 10両       | 断熱性の向上を始めとした設計変更を実施 |
| AKSM-802E | カザフスタン | パヴロダル (パヴロダル市電)                                              | 23両       | 断熱性の向上を始めとした設計変更を実施 |

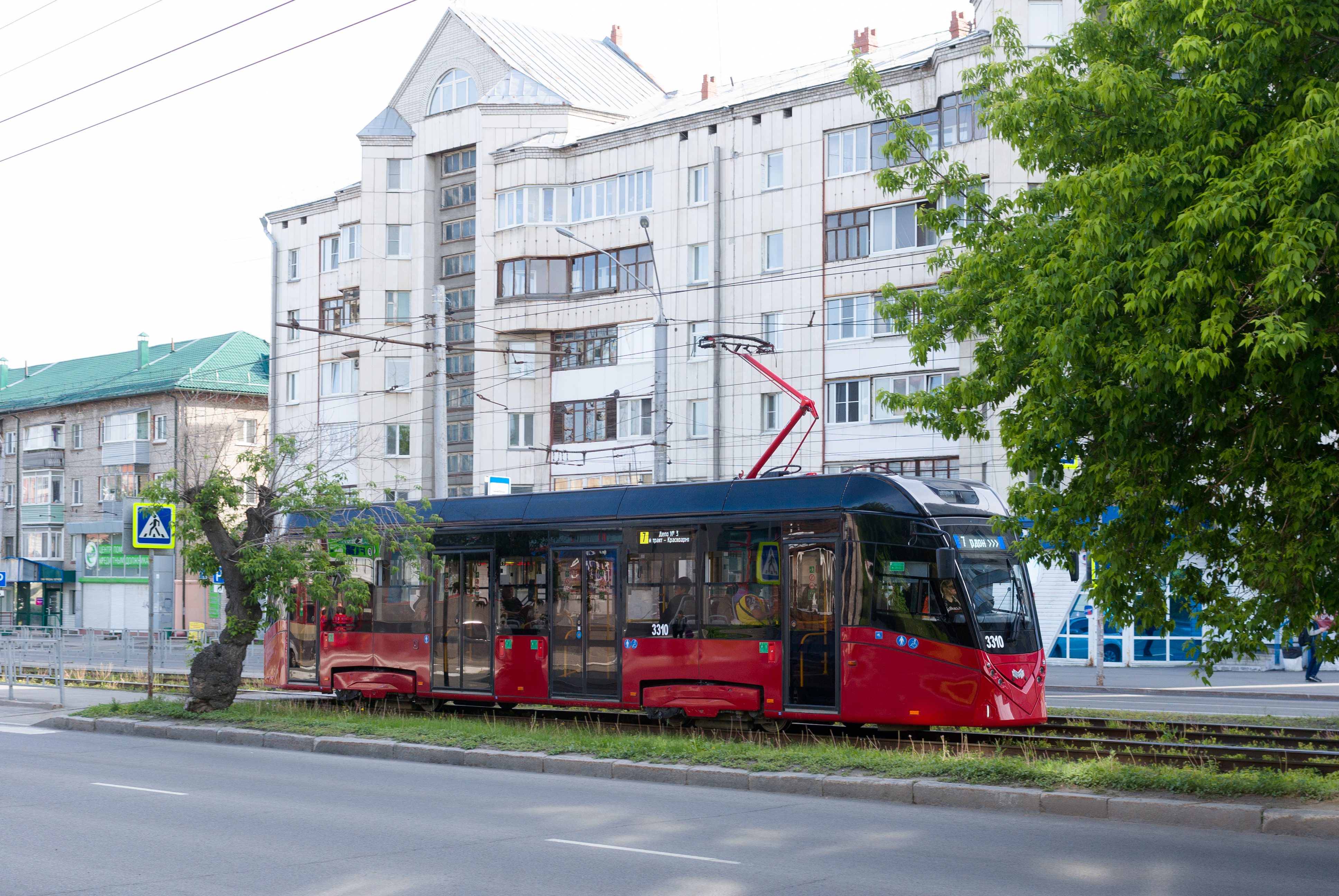
AKSM-802E（バルナウル市電）（2024年撮影）
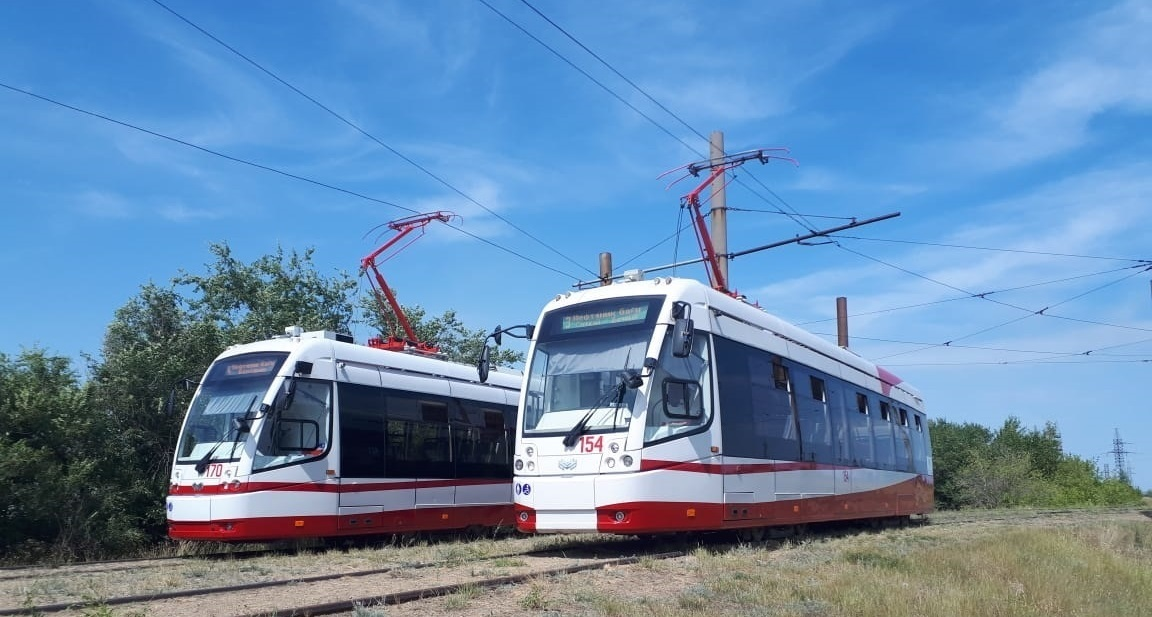
AKSM-802E（パヴロダル市電）（2019年撮影）